# Омофагия
Омофагия (др.-греч. ωμός "сырой") — это поедание сырого мяса в контексте культа служителей Диониса.

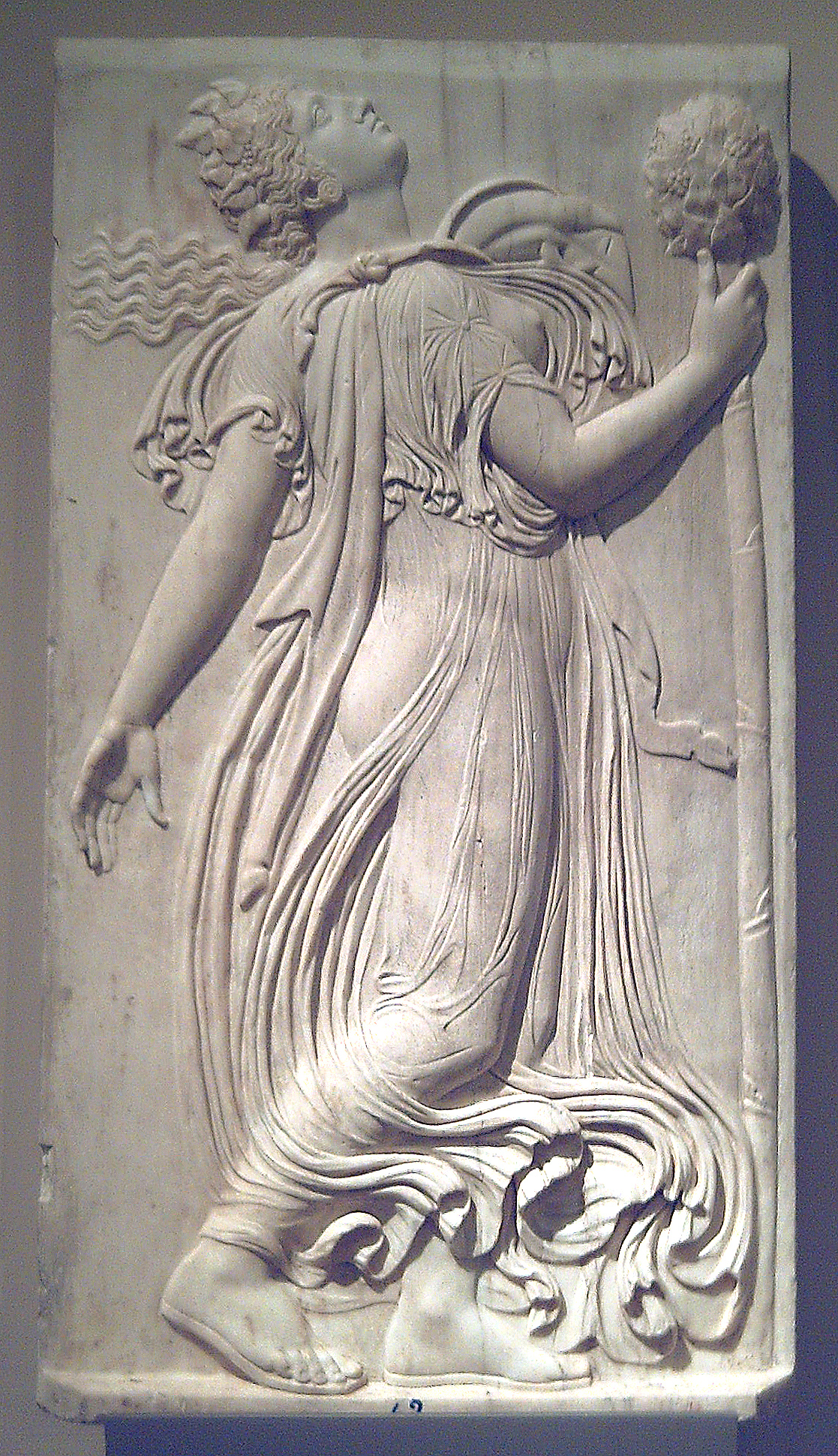
Мраморное изображение пляшущей менады; примерно 120-140 нашей еры. Приписывается Каллимаху.

Омофагия является важным элементом в дионисийском мифе; вообще, один из эпитетов Диониса — Омофаг ("поедатель сырого"). Омофагия могла быть символом триумфа дикой природы над цивилизацией, а также символом разрушения самой границы между диким и цивилизованным. Также омофагия могла иметь характер усвоения почитателями культа диких черт Диониса и его "грубой" природы в своего рода "общении" с богом.
Мифология иногда описывает менад, служительниц Диониса, которые поедали сырое мясо в качестве одной из практик их культа. Однако имеется довольно-таки мало серьёзных исторических свидетельств того, что менады действительно употребляли сырую плоть.
Поедание сырого мяса может быть отнесено скорее к самому Дионису, нежели к его почитателям: Дионис получал свою жертву в виде сырой плоти и, как считается, "поедал" её, но сами служители культа не участвовали в потреблении.

## Орфизм
Орфические мистерии происходят из ритуалов очищения и посмертного бытия; мистерии основаны на историях о Дионисе Загрее. Загрей был сыном Зевса и Персефоны, его разорвали на части титаны в акте спарагмоса, после чего пожрали всю его плоть, кроме сердца.
Его тело было заново собрано. Это может быть отсылкой к истории о Пенфее, чьё тело было собрано после разрывания на части его матерью, тёткой и другими вакханками, на которых Дионис наслал неистовство; или к истории Актеона, которого съели его собственные охотничьи псы. Поскольку псы очень сильно скорбели, Хирон сотворил статую Актеона, что смогло несколько утешить собак. Все эти три истории имеют один общий мотив пересобирания частей тела после разрывания на части (спарагмос) и поедания сырым (омофагия); этот мотив мог быть отражён в религиозных ритуалах.
В орфизме почитатели принимали участие в воспроизведении истории о Загрее, используя быка в качестве жертвы (менее обеспеченные прихожане могли взять более дешёвую жертву - козла).  Они считали, что ритуал запечатлевал на память события из божественного существования. В своей статье "Новый ритуал в орфических мистериях" Майкл Тирни пишет, что "...посредством тайносвященного воспроизведение смерти бога почитатели обретали веру в спасение". Дионис стал ассоциироваться с Загреем, и история с разрыванием на части и последующим поеданием титанами стала относиться и к нему.
Омофагия имела центральное место в дионисийских мистериях и являлась одним из элементов орфических церемоний.  В самом начале орфизм испытал влияние элевсинских мистерий и адоптировал под собственную мифологию.  Последователи Загрея могли воспринимать омофагию в качестве иннициационного ритуала.

## Вакханки
В пьесе Еврипида "Вакханки" уделяется внимание культу Диониса, включая аллюзии на омофагию и спарагмос. Персонаж Агава в дионисийском неистовстве разрывает своего сына Пенфея на части. Поскольку Еврипид показывает участие Агавы в спарагмосе, он, вероятно, хотел, чтобы аудиотория предположила, что она также принимает участие в омофагии: кроме того, персонаж Кадмус сравнивает действия Агавы с истории об Актеоне, который был съеден собственными охотничьими псами. Это также намекает, что после спарагмоса должна последовать омофагия.
Другим возможным примером омофагии в "Вакханках" служит эпизод, в котором вакханки идут в близлежащий город и забирают с собой детей. Возможно, что вакханки собираются съесть их. В искусстве и мифе этот случай отсылает к омофагии, однако Еврипид мог и не вкладывать это значение.